# Innlofjellet tunnel

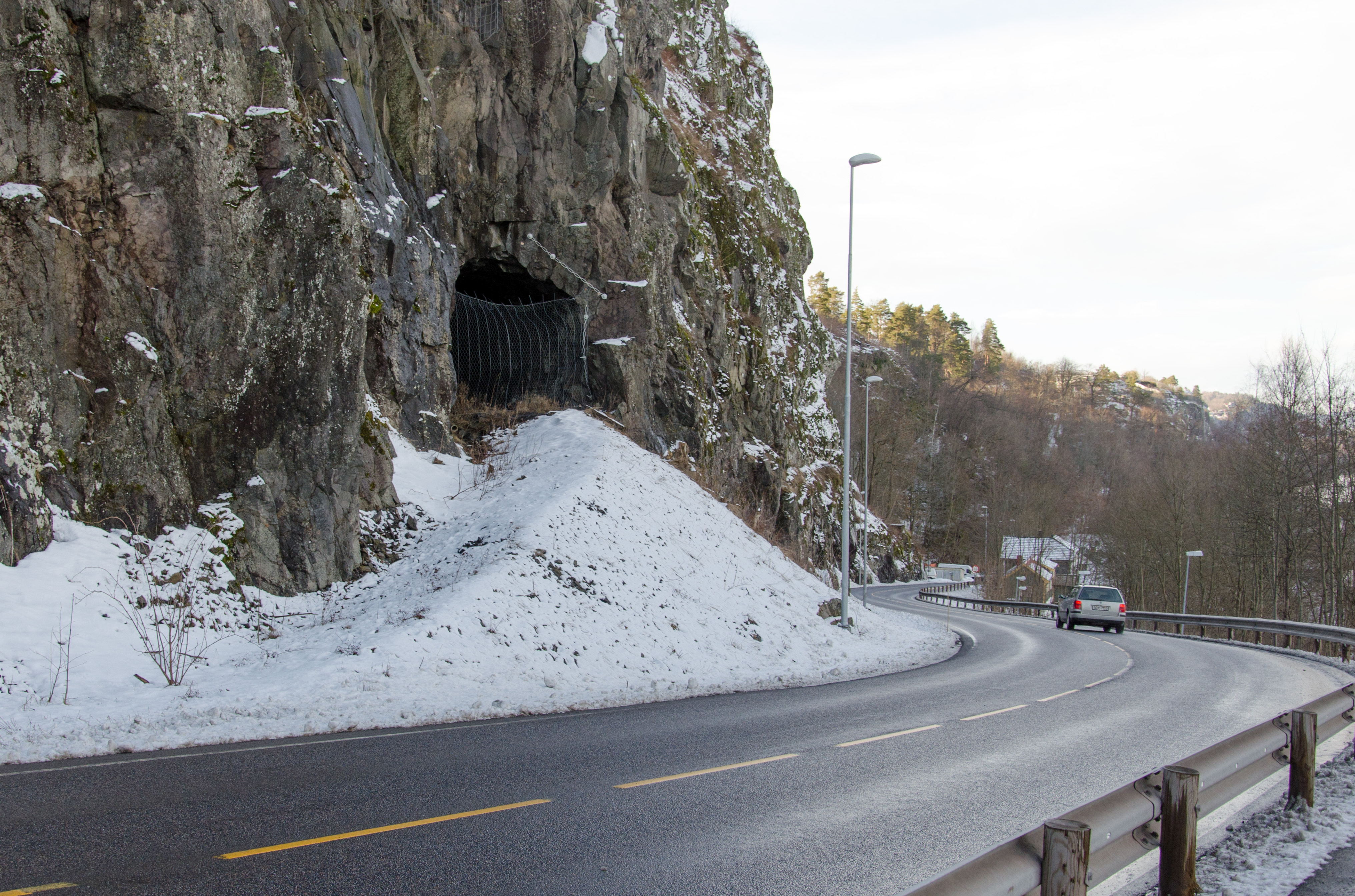
Unterer Tunneleingang am Fylkesvei 315

Innlofjellet tunnel (auch Gausen tunnel genannt) ist ein stillgelegter Eisenbahntunnel in Holmestrand, einer am Oslofjord liegenden Kommune in der norwegischen Provinz Vestfold.
Er liegt zwischen Vestfoldgaten und dem Tunnelveien/Fløyveien. Er ist 342 Meter lang und wurde 1902 erbaut.
Der Tunnel war der einzige im Verlauf der Bahnstrecke Holmestrand–Vittingfoss. Er war bis zur Stilllegung der Strecke am 1. Juni 1938 in Betrieb und wurde danach nicht mehr genutzt.
1982 gab es einen Brandversuch im Tunnel, um die Brennbarkeit eines Dämmstoffes zu testen.